# Tisztviselőtelep (Budapest)
A Tisztviselőtelep ma Budapest VIII. kerületének egyik városrésze.

## Története
Eredetileg a X. kerülethez tartozott, amikor 1887-ben megkezdődött a kertvárosias jellegű lakásépítés a Budapesti Tisztviselők Házépítő Egyesülete szervezésében. Az egykori MÁVAG vezetőinek jelentős része is itt lakott.

## Fekvése
- Határai: Vajda Péter utca az Orczy úttól - Könyves Kálmán körút – Üllői út - a Nagyvárad tér keleti oldala - Orczy út a Vajda Péter utcáig.

## Látnivalók
- Tisztviselőtelepi Magyarok Nagyasszonya-plébániatemplom
- Tündérpalota

## Külső hivatkozások
- Pap Zsolt – Pruzsinszky József dr: Száz meg tizenöt év. A budapest-józsefvárosi Tisztviselőtelep 115 éves története. I. kötet 1886-1920, 2. kötet 1921-1945, 3. kötet 1945-1990, 4. kötet 1990-2001. Kiadja a Széchenyista Öregdiákok Baráti Társasága, Budapest. (ISBN 9630064871)
- Tisztviselőtelepi Önkormányzati Egyesület honlapja : http://tisztviselotelep.hu/